# Wilhelm Berthold

Wilhelm Berthold als junger Schauspieler

Friedrich Wilhelm Berthold (* 30. April 1881 in Mücheln; † 21. März 1969 in Überlingen) war ein deutscher Schauspieler, Regisseur, Schriftsteller und Theaterdirektor.

## Leben

### Kindheit und Jugend
Der Sohn des reisenden Kaufmanns Johann Friedrich Berthold (* 5. September 1849 in Lindenau; † 3. Juli 1882 in Nietleben) und dessen Ehefrau Friederike Luise Alwine, geborene Franke (+ 12. November 1854 in Pegau; † 28. November 1890 in Mücheln), wuchs nach dem frühen Tod des Vaters bei einem Onkel auf.
Ostern 1895 begann er eine Ausbildung zum Schriftsetzer und Buchdrucker in der Druckerei Hermann Günther in Pegau. Nach Wanderjahren im Schwäbischen und einem Aufenthalt in Berlin kehrte er um 1900 wieder zu seinem Onkel zurück, der mittlerweile in Knauthain lebte.
Im Alten Theater in Leipzig überkam ihn während der Aufführung von Bjørnstjerne Bjørnsons Stück Über die Kraft die Erkenntnis, dass er Schauspieler werden müsse.

### Karriere als Schauspieler
Nach kurzem Schauspielunterricht debütierte er 1902 am Leipziger Schauspielhaus unter Anton Hartmann, wo er unter anderem mit Josef Kainz in Kleists Prinzen von Homburg auf der Bühne stand.
Von 1906 bis 1910 war er als Hofschauspieler am Hoftheater Braunschweig für das Fach jugendlicher Held engagiert. Ab 1910 war er drei Spielzeiten lang Mitglied des fürstlichen Hoftheaters in Gera, an dem er vorwiegend in der Rolle des jugendlichen Liebhabers besetzt wurde. Dort erlebte er die Uraufführung seines Bühnenstücks Die Seifenblase.

### Im Ersten Weltkrieg
Mit Beginn des Ersten Weltkrieges zog er als Kriegsfreiwilliger ins Feld und nahm am Frankreichfeldzug teil. Nach einer Verwundung wurde er aus dem Militärdienst entlassen und konnte ab 1917 wieder in Gera auf der Bühne stehen. Im selben Jahr startete er am 3. März in einer Zeitschrift für Theaterschaffende eine Initiative zur Unterstützung der 6. Kriegsanleihe. Deutschlandweit sollten alle Schauspieler einen Tag auf ihre Gage und die Theater auf ihre Einnahmen verzichten. Der Bühnenverein und die Bühnengenossenschaft unterstützten diesen Aufruf Bertholds und bestimmten den 14. September 1917 als Nationaltag Deutscher Bühnen. Die Einnahmen der Benefizveranstaltungen dieses Tages brachten insgesamt 2 Millionen Reichsmark ein. Berthold erhielt für diese patriotische Anregung das Kriegsverdienstkreuz.

### Am Leipziger Schauspielhaus
Im Mai 1919 wechselte er wiederum als Schauspieler an das Leipziger Schauspielhaus, diesmal unter dem Direktorat von Fritz Viehweg. Kurze Zeit später wurde er zum Verwaltungsdirektor dieses Theaters bestimmt, ohne dabei auf seine Regiearbeit gänzlich zu verzichten. Zur finanziellen Unterstützung des Privattheaters rief er gemeinsam mit Viehweg die Leipziger Theatergemeinde ins Leben.
Nach Viehwegs Tod wurde Berthold vom Aufsichtsrat des Leipziger Schauspielhauses zum Direktor ernannt und eröffnete die Spielzeit mit einer Inszenierung von Tretjakows Roter Rost, das mit 37 Aufführungen zu einem sensationellen Erfolg wurde. Die Spielzeit 1929/30 war geprägt von Aufsehen erregenden Inszenierungen und Theaterskandalen wie die Aufführungen von Bruckners Krankheit der Jugend, Langers Peripherie oder Lampels Revolte im Erziehungshaus. 1929/30 gastierte das Moskauer Kammertheater unter der Leitung von Alexander Jakowlewitsch Tairow und brachte die umstrittenen Inszenierungen von Ostrowskis Gewitter und O’Neill Gier unter Ulmen zur Aufführung.
Die von Gertrude Langfelder inszenierte Uraufführung des Dramas Ritter Nérestan, das später unter dem Titel Mädchen in Uniform 1931 und 1958 verfilmt wurde, brachte den Durchbruch für die noch unbekannte Autorin Christa Winsloe, ebenso für die junge Schauspielerin Hertha Thiele in der Rolle der Manuela von Meinhardis.
Die Gesangsgruppe Comedian Harmonists erlebte mit ihrem ersten abendfüllenden Konzertprogramm Tempo Varieté im Januar 1930 den Durchbruch zu ihrer internationalen Karriere auf dieser Theaterbühne, nachdem sie dort bereits 1929 an der Aufführung der Revue Zwei Krawatten von Mischa Spoliansky mit Annemarie de Bruyn und Rudolf Schaffganz mitgewirkt hatten.
Ein Ereignis ganz anderer Art war der Auftritt des Münchner Kabaretts Die Nachrichter: „Wenn sie sich ankündigten, setzte ein Sturm auf die Theaterkassen ein, das geistige Leipzig war in diesen Tagen in der Sophienstraße. In den Spielzeiten 1931/33 erzielten die prächtigen Münchner Kabarettisten allein mit Hier irrte Goethe sechzehn und mit Der Esel ist los dreißig ausverkaufte Häuser.“
Unter Bertholds Leitung brachte Heinz Rühmann und sein Ensemble das 1937 verfilmte Erfolgsstück Der Mustergatte zur Aufführung, und die junge Inge Meysel feierte in den 1930er Jahren Erfolge auf dieser Bühne.
Ab 1933 versuchten die Nationalsozialisten den ungeliebten Theaterleiter abzusetzen, was ihnen jedoch nicht gelang. Dafür wurden in den Aufsichtsrat des Theaters Parteigenossen eingeschleust, die massiven Einfluss auf die Gestaltung des Theaterprogramms nahmen, so dass infolge die Einnahmen drastisch zurückgingen. Der noch aus der Weltwirtschaftskrise stammende Schuldenberg wurde letztlich so groß, dass Berthold sich gezwungen sah, das Leipziger Schauspielhaus den städtischen Bühnen unter der Bedingung der Weiterbeschäftigung der Mitarbeiter zur Eingliederung anzubieten.

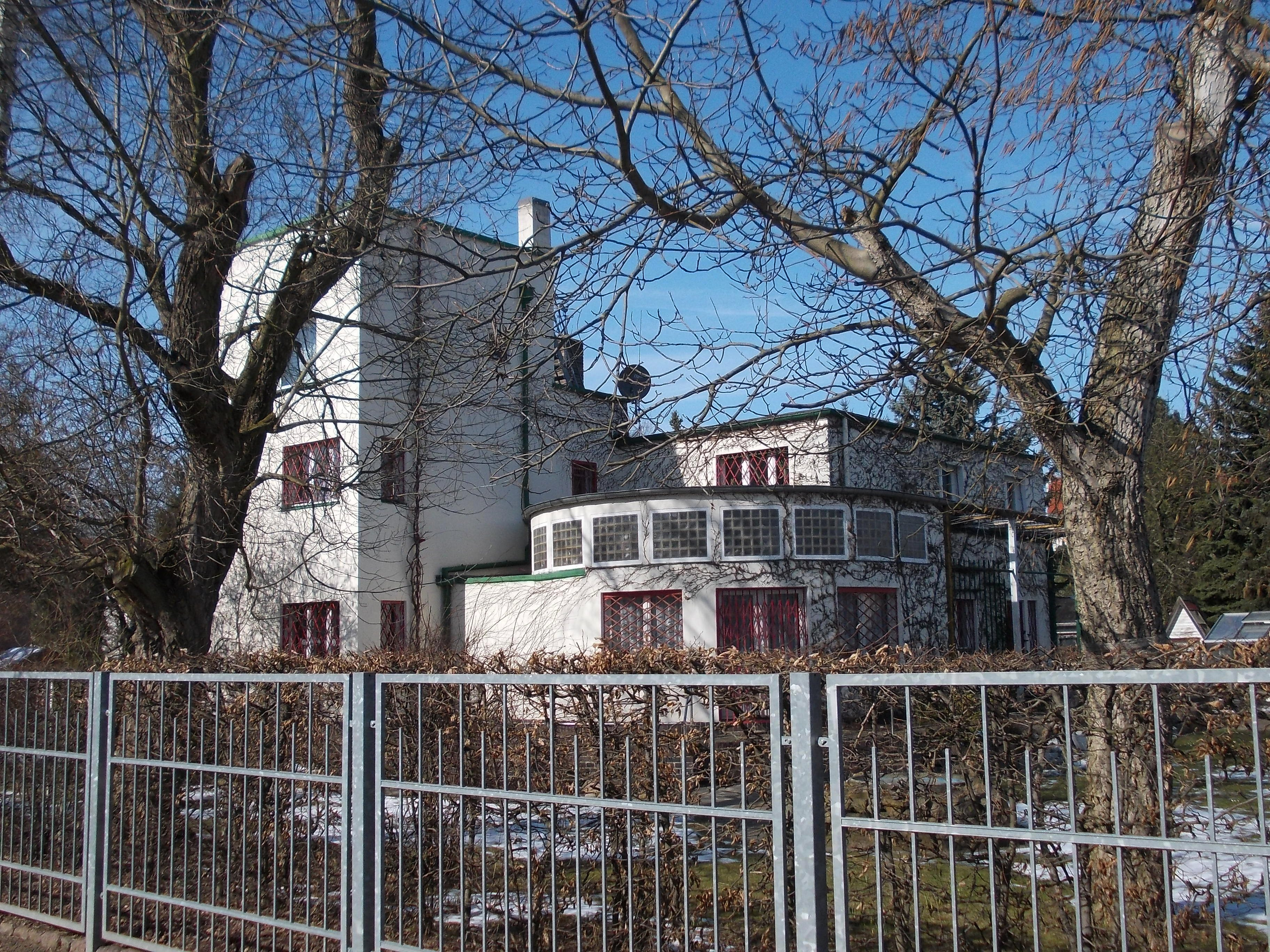
Wilhelm Bertholds Wohnhaus in Markkleeberg, erbaut von Bruno Taut

1938 endete somit unter dem Direktorat Bertholds die Geschichte dieses Privattheaters mit einer Aufführung von Friedrich von Schillers Kabale und Liebe. 1943 wurde das frisch renovierte und modernisierte Theater durch angloamerikanische Fliegerbomben restlos zerstört.

### Nach 1945
Nach dem Ende des Zweiten Weltkrieges baute sich Berthold an seinem Wohnort Markkleeberg eine Existenz als Kinobetreiber auf und inszenierte zugleich Stücke für das Sommertheater auf der Freilichtbühne des Gohliser Schlösschens, in denen so populäre Schauspieler wie Dorothea Wieck auftraten.
Als sein Kino zwangsweise verstaatlicht wurde, verkaufte Berthold seine vom Architekten Bruno Taut im Jahre 1926 erbaute Villa und übersiedelte 1951 nach Überlingen, wo er sich ins Privatleben zurückzog und 1969 verstarb.
Wilhelm Berthold war seit 1917 mit Hermine Johanna Margaretha Heine (* 25. Mai 1897 in Kassel; † 13. Juli 1953 in Überlingen) verheiratet, der Ehe entstammten zwei Kinder: die promovierte Kunsthistorikerin und enge Mitarbeiterin von Theodor Hetzer Gertrude Berthold (* 9. Oktober 1920 in Gautzsch; † 1. Dezember 1997 in Überlingen) und der promovierte Naturwissenschaftler Wolfgang Karl (Wolf) Berthold (* 16. Dezember 1921 in Gautzsch; † 9. November 1989 in Überlingen).

## Werke
- Wilhelm Berthold und Karl Kuskop: Die Seifenblase. Lustspiel in drei Akten. Drei Masken Verlag, München 1913.